# PKP ED74 sorozat
A PKP ED74 sorozat egy lengyel 3000 V DC áramrendszerű villamosmotorvonat-sorozat. A PESA SA gyártja őket a PKP számára 2007-től. A motorvonatok alkalmasak akár a 160 km/h-s sebesség elérésére is. Jelenleg a PKP Intercity üzemelteti őket.

## Galéria

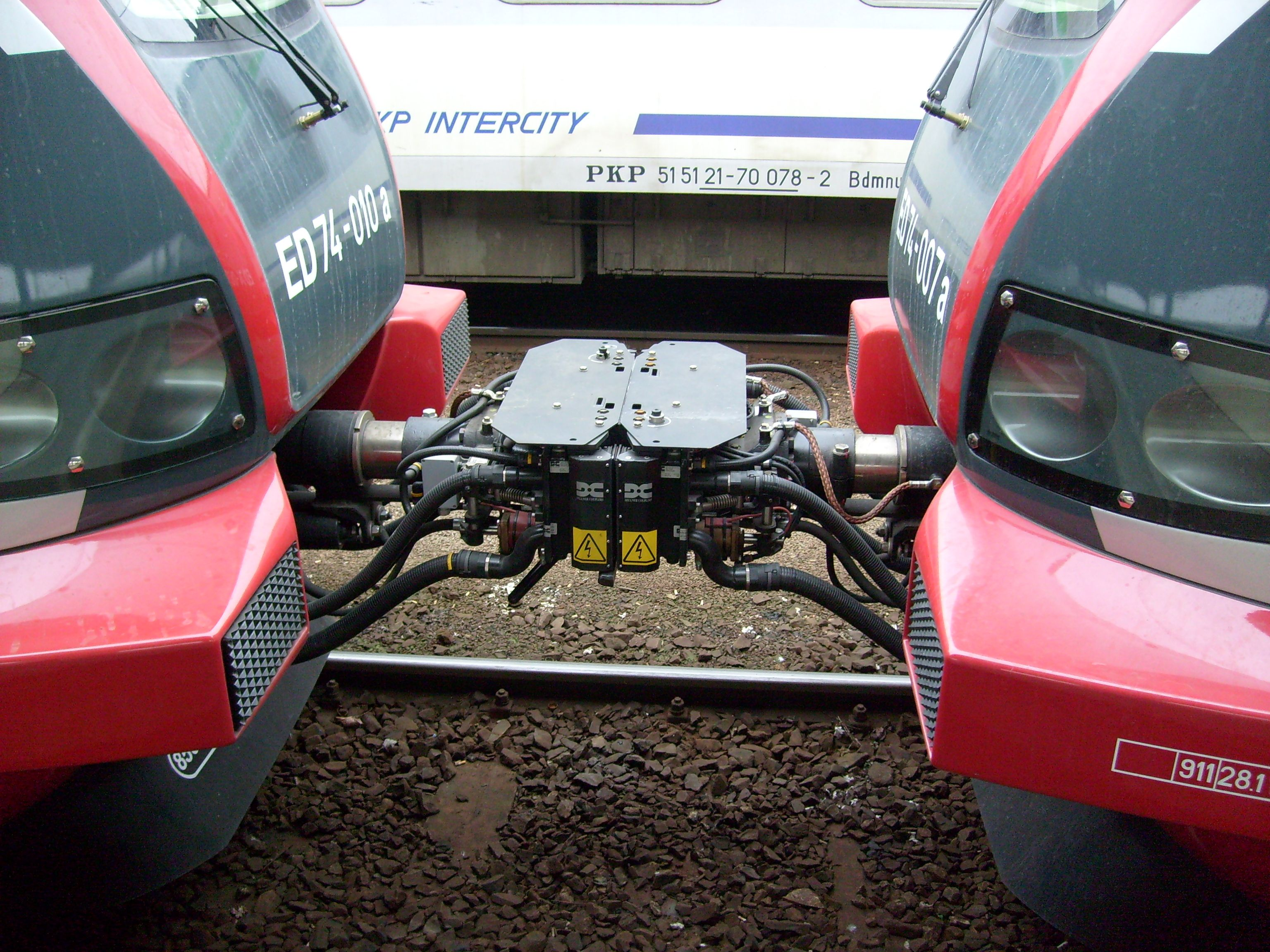
Kapcsolókészülék
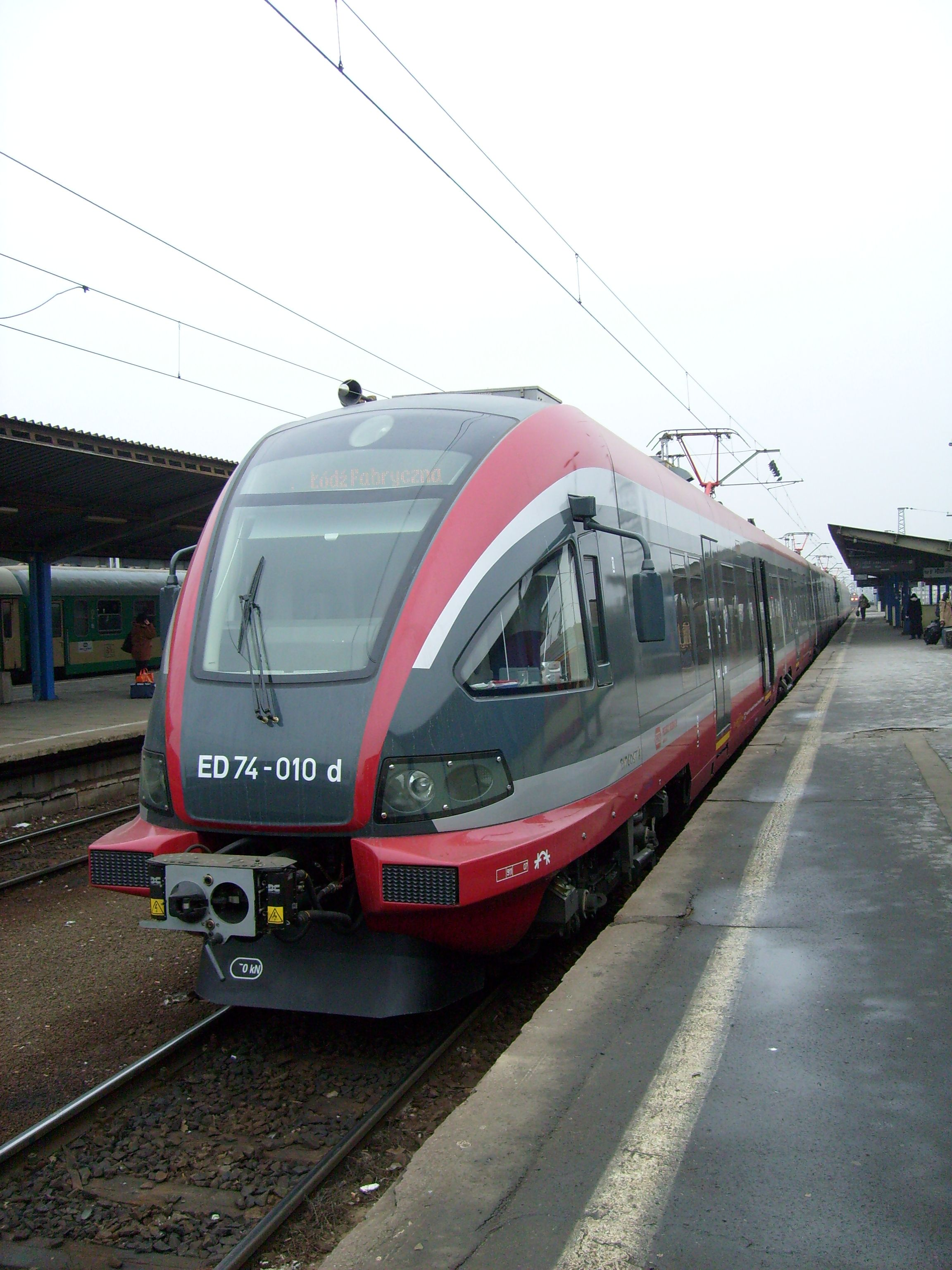
ED74-010 a varsói állomáson
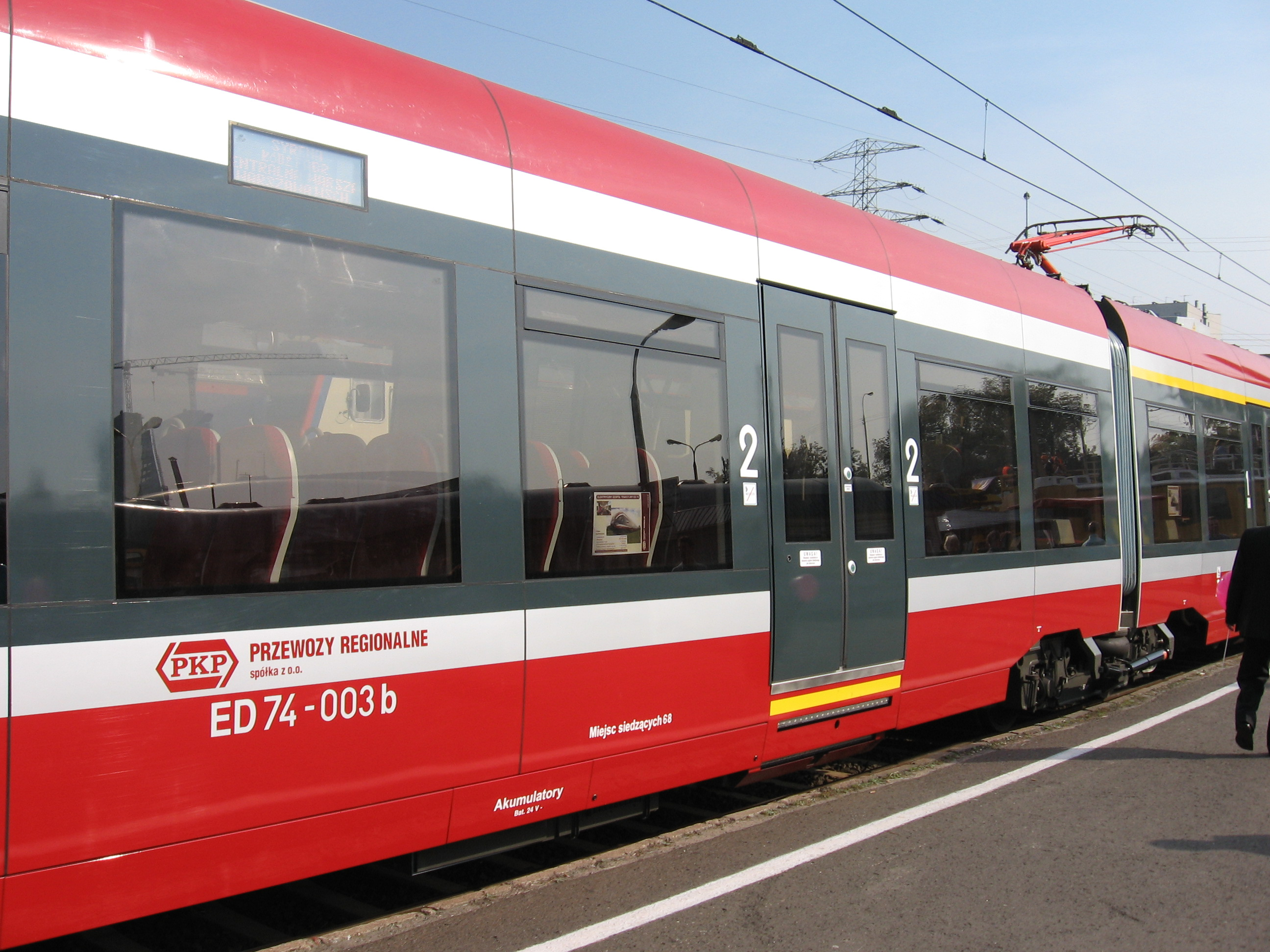
ED74-003 a varsói állomáson
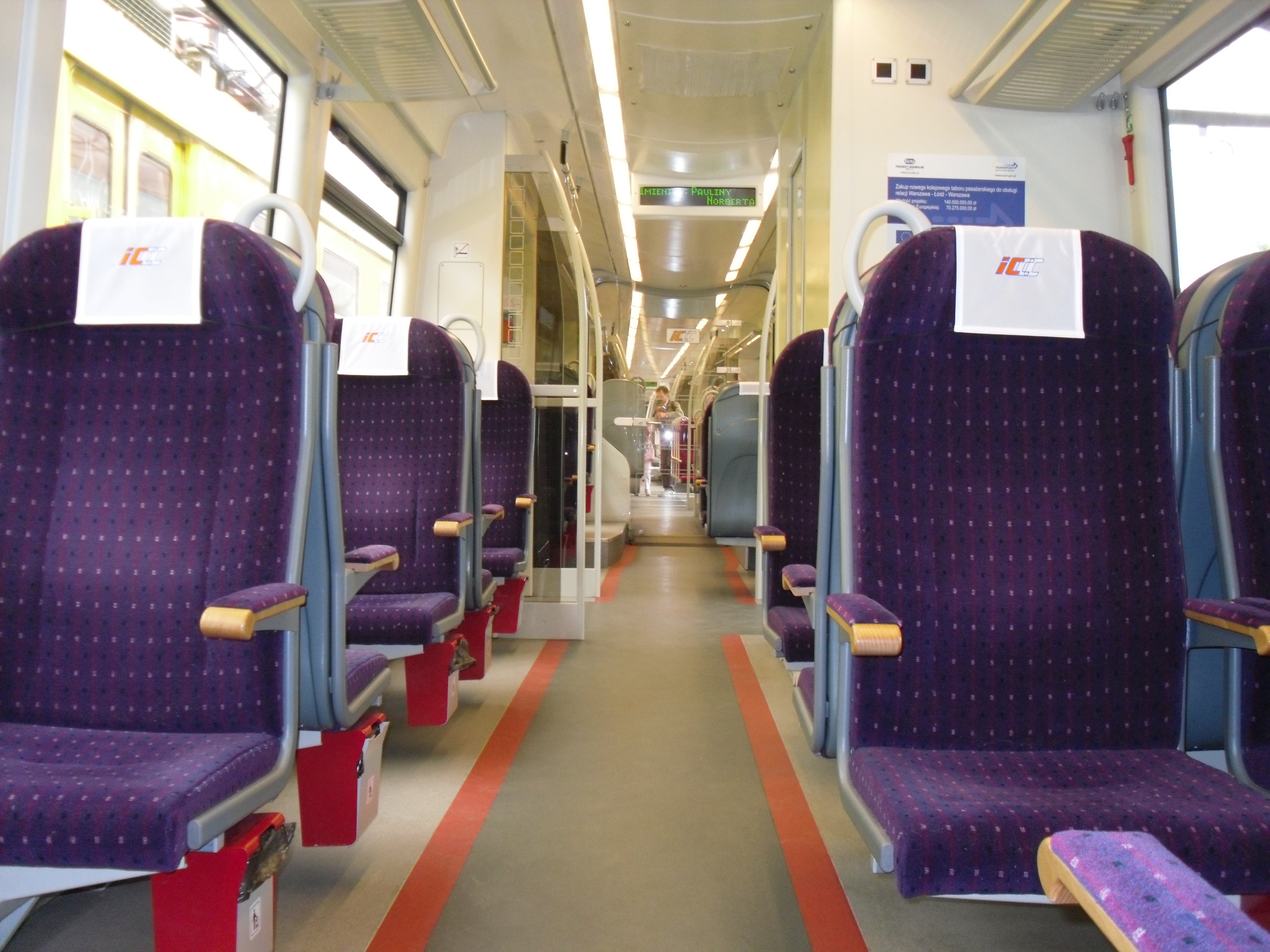
Első osztály